# Jeorjos Chadzianestis
Jeorjos Chadzianestis (gr. Γεώργιος Χατζηανέστης; ur. 3 grudnia 1863 w Atenach, zm. 28 listopada 1922 tamże) – grecki oficer artylerii, ostatni głównodowodzący armią grecką w wojnie grecko-tureckiej 1919–1922, stracony w 1922 po tzw. procesie sześciu.

## Życiorys
Ukończył studia w ateńskiej Akademii Wojskowej (Scholi Evelpidion). W czasie wojny grecko-tureckiej 1897 krótko pełnił funkcję szefa sztabu 3 brygady piechoty (w randze kapitana). W 1909 przeszedł do rezerwy. Powrócił do służby w czasie wojen bałkańskich pełniąc funkcję szefa sztabu 6 dywizji piechoty, a następnie 5 dywizji (w randze majora).
Od maja 1922 pełnił funkcję głównodowodzącego armii greckiej w wojnie grecko-tureckiej. Dostał się do niewoli razem z całym korpusem po bitwie pod Dumlupinar. Podległe mu siły zostały wówczas rozgromione; Grecy stracili prawie połowę swojej armii i znaczną ilość sprzętu bojowego. Po abdykacji króla Konstantyna I został postawiony przed sądem w tzw. procesie sześciu razem z m.in. byłymi premierami Dimitriosem Gunarisem, Petrosem Protopapadakisem, Nikolaosem Stratosem. Został zdegradowany i - podobnie jak jego współoskarżeni - skazany na śmierć przez rozstrzelanie. W trakcie procesu zaczął zdradzać oznaki choroby psychicznej, zaczął twierdzić, że jego nogi są zrobione ze szkła. Stracony 28 listopada 1922. W dniu ogłoszenia wyroku, przed egzekucją, osobiście zdarł ze swojego munduru oznaki stopnia generalskiego.